# لویی ماسینیون
لویی ماسینیون (به فرانسوی: Louis Massignon)‏ (۲۵ ژوئیه ۱۸۸۳ – ۳۱ اکتبر ۱۹۶۲) شرق‌شناس و اسلام‌شناس فرانسوی و محقق تاریخ آن بود. با وجود اینکه کاتولیک‌مذهب بود، سعی کرد اسلام را به‌خوبی بشناسد و به‌این‌ترتیب تأثیر عمیقی بر نگاه غرب به اسلام گذاشت.
او در نوشته‌هایش نقل می‌کند که در قضیهٔ استقلال الجزایر، به‌خاطر آنچه او «حمایت از جنبش آزادی‌بخش الجزایر» می‌نامد، دستگیر شده و مدتی را در زندان گذرانده است.
ماسینیون در صدد بود با فراهم آوردن میلیون‌ها یادداشت از زبان‌های مختلف دربارهٔ فاطمه دختر محمد بزرگ‌ترین اثر را تألیف کند. پس از مرگ وی لوئی گارده و چند تن دیگر از کارشناسان بررسی‌های اسلامی فرانسه این کار را به سرانجام رساندند.
همچنین وی ازجمله استادان علی شریعتی در دانشگاه سوربن پاریس بود که بر شریعتی تأثیری عمیق گذاشت.

## مطالعات
یکی از معروف‌ترین آثار او قوس زندگی منصور حلاج است که به سیر زندگی و افکار و علایق حسین منصور حلاج پرداخته است و نقطه‌نظرات بزرگان عرفان چون عطار را در مورد حلاج به‌تفصیل مورد بحث و پژوهش قرار داده است.

### اسلام‌شناسی
وی در مقاله‌ای که در تحلیل جریان مباهله میان شیعیان و اهل سنت نگاشته است اشاره می‌کند که اختلاف بسیاری میان شیعه و سنی در مورد ارتباط آیه قرآنی در مورد مباهله و تفسیر آن وجود دارد. بر اساس گفتار وی، یکی از این اختلافات راجع به حضور پنج تن آل عبا در این واقعه است. وی به عقیده شیعیان اشاره می‌کند که معتقدند فاطمه هنگامی که محمد عبا یا کسای سیاه خود را انداخت در پشت سر وی قرار داشت. برخی از فرق نیز معتقدند که مقصود پیامبر از اهل بیتش، امری کاملاً تصویرگونه بوده است چنان‌که تصویر فاطمه را به عنوان یک ماده نورانی تفسیر کرده‌اند. نصیریه بر این باورند که مسیحیان نجران به این اعتراف کرده‌اند که فاطمه همچون مریم جایگاهی رفیع دارد.

## ملاقات با غلامحسین صدیقی
غلامحسین صدیقی، از بنیان‌گذاران کنگرهٔ هزارهٔ ابو علی سینا بود و هنگامی‌که کنگره در اردیبهشت ۱۳۳۳ در همدان تشکیل شد در زندان لشکر ۲ زرهیِ تهران به سر می‌برد. لویی ماسینیون از شاه اجازه گرفت تا با دکتر صدیقی در زندان ملاقات کند. این ملاقات در محیطی تأثّرانگیز صورت گرفت. دو دانشمند خود را در آغوش یکدیگر افکندند و یک ساعت به گفتگو پرداختند. در هنگام خداحافظی، ماسینیون، درحالی‌که اشک در چشم داشت، به دکتر صدیقی گفت: به امید خدا به‌زودی آزادی خود را به دست خواهید آورد.
ناگفته نمانَد لویی ماسینیون از استادان دانشمند و خواجه عبدالله انصاری‌شناس فرانسوی، سرژ د لوژیه د بورکوی و همکلاسی افغانستانی‌اش، دکتور عبدالغفور روان‌فرهادی نیز بوده است.

## بزرگداشت در ایران
مراسم بزرگداشت وی در مرکز دائرةالمعارف بزرگ اسلامی در مرداد ۱۳۸۶ برگزار شد. کاظم موسوی بجنوردی، رئیس مرکز دائرةالمعارف بزرگ اسلامی، سفیر فرانسه، پروفسور شارل هانری دو فوشه‌کور (استاد ادبیات فارسی دانشگاه سوربون و مترجم دیوان حافظ به زبان فرانسه)، احسان نراقی، غلامرضا اعوانی و بهمن نامور مطلق در این مراسم سخنرانی کردند.

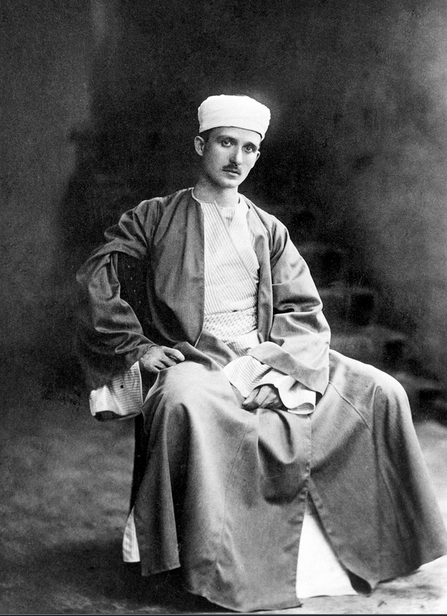
لویی ماسنیون در ایام جوانی

## زندگی‌نامه
لویی ماسینیون در ۲۵ ژوئیه ۱۸۸۳ میلادی در نوژان فرانسه چشم به جهان گشود. در ۱۹۰۰ میلادی موفق شد در ۲ رشته ادبیات و ریاضی، دیپلم بگیرد و از دوران نوجوانی به زبان‌های شرقی علاقه‌مند بود. به ویژه آنکه مطالعه فلسفه، او را با فلسفه اسلامی آشنا کرد و بالطبع، مطالعه منابع فلسفه اسلامی، بدون آشنایی و تسلط بر زبان عربی، به سادگی ممکن نبود. به همین دلیل در مدرسه ملی زبان‌های زنده شرقی، زبان عربی را آموخت و به همین دلیل در مدت کوتاهی، دیپلم تحقیقات عالی در بخش علوم دینی را از دانشگاه سوربن دریافت و از همان زمان، مطالعات خاورشناسی را آغاز کرد.خانواده وی ازو تقریباً نامید شده بودند و فکر می‌کردند در آینده یا بیکار می‌شود یا بی ابرو او در انزمان تحت تأثیر همکلاسی‌هایش قرار گرفته بود. نمره‌های درسی او اکثر زیر ده بود ولی با گذشت زمان و علاقه‌مند شدنش به فلسفه اسلامی آرام آرام مسیر زندگیش تغییر کرد.
خاورشناس فرانسوی. در مدرسهٔ ملی زبان‌های زندهٔ شرقی و دانشگاه سوربون درس خواند و زبان‌های فارسی، ترکی، انگلیسی و آلمانی را به‌خوبی آموخت. در ۱۹۰۲ در رشتهٔ ادبیات دانشنامهٔ لیسانس و در ۱۹۲۲ از دانشگاه سوربون دانشنامهٔ دکتری گرفت.

## آشنایی ماسینیون با ایران
سال ۱۹۳۰ میلادی بود که لویی ماسینیون پس از شرکت در یک کنگره شرق‌شناسی در باکو از طریق رشت وارد ایران شد. از خراسان که منطقه اصلی نگهداری اسناد مربوط به حلاج است دیدن کرد و مدتی را در فارس و شیراز گذراند. او دوباره در سال ۱۹۳۴ برای افتتاح فرهنگستان به ایران دعوت می‌شود ولی چون افتتاحیه با تأخیر برگزار شد، وی نمی‌تواند بماند و در مراسم شرکت کند. او در سال ۱۹۴۰ برای عضویت در فرهنگستان ایران انتخاب شد
در همین دوره بود که به‌عنوان استاد افتخاری دانشگاه تهران انتخاب می‌شود. از این تاریخ به بعد ماسینیون دیگر به ایران بازنمی‌گردد تا اینکه در سال ۱۹۶۲ مراسم بزرگداشتی برایش برگزار می‌شود که هانری کربن، همکار وی نیز در آن حضور داشت. یکی از ویژگی‌های اخلاقی ماسینیون سراغ گرفتن و گفت‌وگو با استادان و روشنفکران دربند بود.

## ماسینیون و شریعتی
علی شریعتی زمانی که در فرانسه بود مصادف با حضور ماسینیون در اواخر زندگی اش بود. شریعتی حق شاگردی او را ادا کرد و برایش احترام خاصی قائل بود.

## نمایشنامه
زندگی و مرگ حلاج الهام‌بخش نویسندگان و شاعران غربی بوده است. یکی از نمونه‌های بارز این تأثیر، نمایشنامه حلاج نوشته لوئی ماسینیون است.

## پیوسته
علی شریعتی
- حلاج